# MAG Seguros
A Montepio Geral de Economia dos Servidores do Estado (atualmente, MAG Seguros) é uma instituição de seguridade social fundada em 1835, com apoio do governo imperial, para amparar com pensões as famílias de funcionários públicos, civis e militares que viessem a falecer. Em 1970, abreviou seu nome para Mongeral, e mudou a marca para MAG Seguros em 2020.
A MAG Seguros faz parte do Grupo Aegon desde 2009. Ela foi a primeira instituição brasileira de previdência social com bases legais organizadas e de cunho oficial. É a terceira (ou quarta) empresa mais antiga do Brasil ainda em atividade.
Em 2017, a coleção de Atas da Diretoria do Montepio Geral de Economia dos Servidores do Estado (entre 1835 e 1977) foi reconhecida pela Organização das Nações Unidas para a Educação, a Ciência e a Cultura (UNESCO) como Patrimônio Documental da Humanidade sob a denominação de "Memória do Mundo". Isso porque retrata a criação e o desenvolvimento da previdência privada no Brasil.
Já em 2024, a coleção das Atas Históricas recebeu o reconhecimento do Comitê do Programa Memória do Mundo da UNESCO para a América Latina e o Caribe (MoWLAC). 

## História
Em 10 de janeiro de 1835, foi criado o Montepio Geral dos Servidores do Estado, por uma lei do Império do Brasil. Mediante o pagamento de cotas de 5% de seus recebimentos anuais, seus membros poderiam deixar pensão para alguém de sua escolha em caso de falecimento em exercício ou em aposentadoria. "São essas as manifestações mais antigas de Previdência Social." O plano de criação foi apresentado à Regência Trina nos salões do segundo andar do Paço da Cidade do Rio de Janeiro, então sede administrativa do país, pelo Ministro e Secretario de Estado dos Negocios da Justiça, Aureliano de Souza e Oliveira Coutinho, Barão de Sepetiba. A proposta foi aprovada com a condição de que não seriam injetados aportes do Tesouro da União. A entidade deveria funcionar com recursos próprios.
A instituição concedia apenas pensões e, mesmo assim, passou por apuros financeiros: os gastos rapidamente ultrapassaram as receitas. A inscrição, as joias e as mensalidades variavam segundo a idade e as faixas de pensão pretendida. Percebeu-se que as tábuas de sobrevivência utilizadas para o cálculo do valor das pensões não tinham rigor científico e levaram à cessão de benefícios fabulosos e insustentáveis. Ao longo dos anos, os números atuariais foram corrigidos por tentativa e erro.
Em 1836, a instituição recebeu o pedido de adesão de Francisco Maria Gordilho Veloso de Barbuda, senador Marquês de Jacarepaguá. O Marquês tinha mais de 80 anos de idade e faleceu antes que sua ficha pudesse ser analisada. Uma rápida investigação descobriu que a papelada fora enviada pelos parentes, de má-fé, quando o nobre já estava em seu leito de morte. Por conta disso, a empresa passou a recusar a adesão de pessoas com mais de 60 anos e a submeter os interessados a exame médico.
No período dos anos 1880, muitas das instituições de seguridade brasileiras foram à falência (inclusive aquela vinculada ao Império). A Montepio Geral dos Servidores foi das poucas que sobreviveram graças ao auxílio do governo imperial por várias vias: como arrecadação de loterias, empréstimos facilitados, isenção de impostos, perdão de dívidas. O que demonstra que a instituição, apesar de descrita como cunho privado, possuía relações próximas com o Estado.
O que se deve pela estratégia da instituição de contar com a elite dos funcionários públicos e da sociedade imperial em sua alta cúpula. Entre 1835 e 1900, foram presidentes da instituição cinco Conselheiros do Estado, um Desembargador, um Senador, três Viscondes, um Barão e um Marquês. Além disso, Conselheiros, Desembargadores e Juízes de Direito foram a maioria das pessoas eleitas como diretores e secretários. No mesmo período, seus números de sócios foram sempre muito superiores ao das demais montepios; porque era uma instituição nacional e os servidores públicos eram uma das maiores categorias profissionais da época.
Em 1954, recebeu autorização para receber as contribuições por dedução em folha de pagamento de seus membros. Em 1964, passou também a englobar os membros da União dos Ferroviários do Brasil. Em 1970, no período da Ditadura Militar, a Montepio Geral dos Servidores abreviou seu nome para Mongeral. Em 2009, uniu-se ao Grupo Aegon.

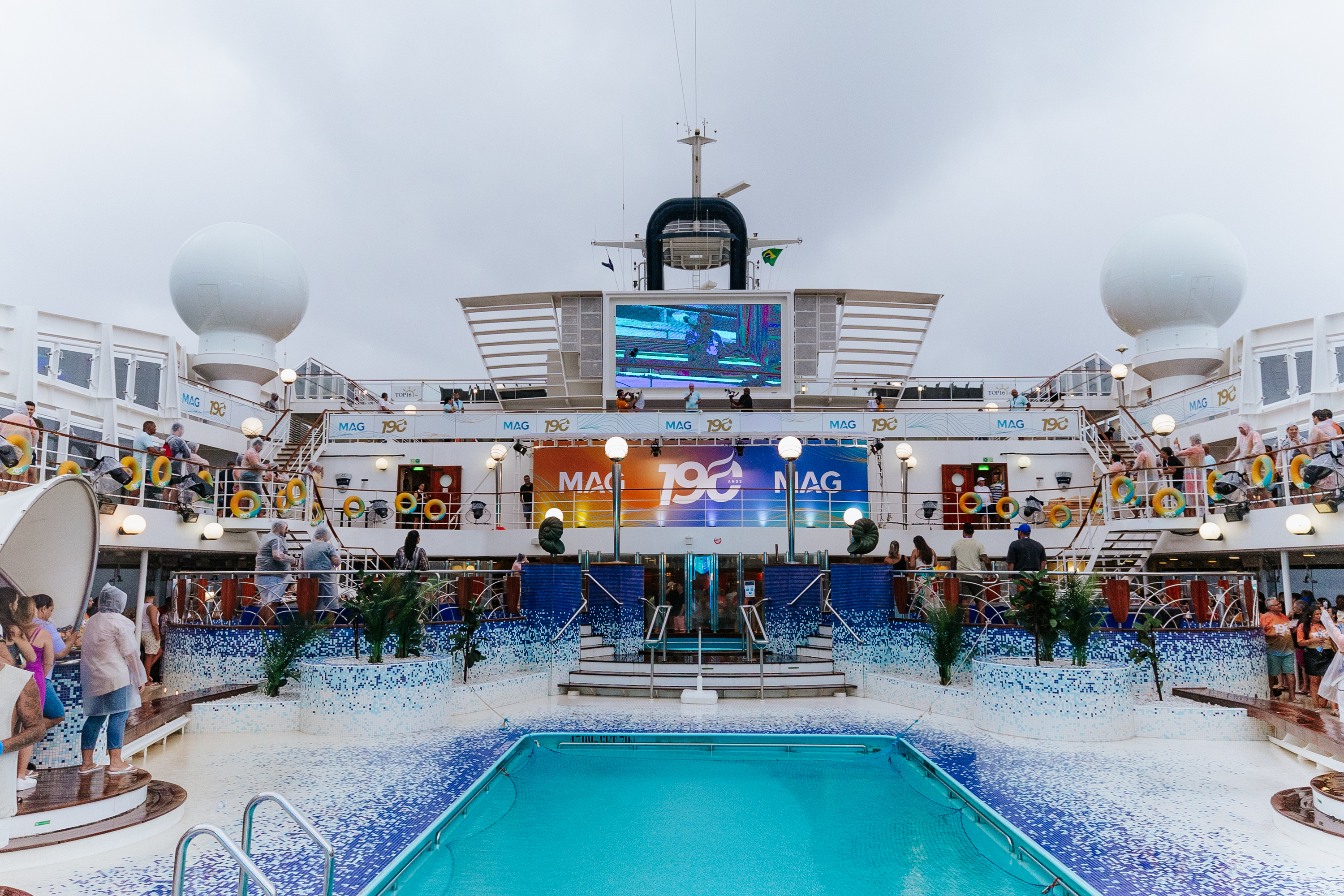
MAGNEXT 2025 aconteceu a bordo de um navio, marcando os 190 anos da MAG

Em 2020, adotou a contração de Mongeral Aegon, passando a se chamar Grupo MAG, o qual detém empresas/marcas como MAG Seguros, MAG Investimentos, MAG Finanças, MAG Gestão Previdenciária e MAG Fundo de Pensão.
Completou 190 anos em janeiro de 2025 no evento MAGNEXT, a bordo de um navio que partiu do Rio de Janeiro com cerca de 3.000 convidados, entre colaboradores, corretores de seguros e parceiros de negócio.
Em 2025, ultrapassou a marca de 6,8 milhões de vidas seguradas, 1.500 funcionários espalhados por quase 40 unidades de negócio em todo o Brasil, além de ter 6.600 corretores parceiros e 800 parceiros de negócio no Brasil.

## Patrimônio Documental da Humanidade
Em 2017, a coleção de Atas da Diretoria do Montepio Geral de Economia dos Servidores do Estado foi reconhecida pela Organização das Nações Unidas para a Educação, a Ciência e a Cultura (UNESCO) como Patrimônio Documental da Humanidade sob a denominação de "Memória do Mundo". Isso porque retrata a criação e o desenvolvimento da previdência privada no Brasil.

A coleção é composta por 43 livros que compreendem o período entre 14 de junho de 1835 (primeira assembleia, quando foi eleita a primeira Diretoria por voto secreto: 1 presidente, 1 tesoureiro, 1 secretário e 2 diretores; e sorteados 12 diretores-adjuntos) e 1977.
Nesses documentos históricos são relatadas [...] como começaram os recolhimentos para o fundo e como deveriam ser feitas as remessas de dinheiro, as solicitações para participação de Loterias na angariação de recursos e como isso foi feito, os primeiros servidores cadastrados, admissões de servidores novos no Montepio [...], elevações de valores de planos [...], pensões concedidas [...], emendas a decretos (reformas de decretos já existentes) [...].

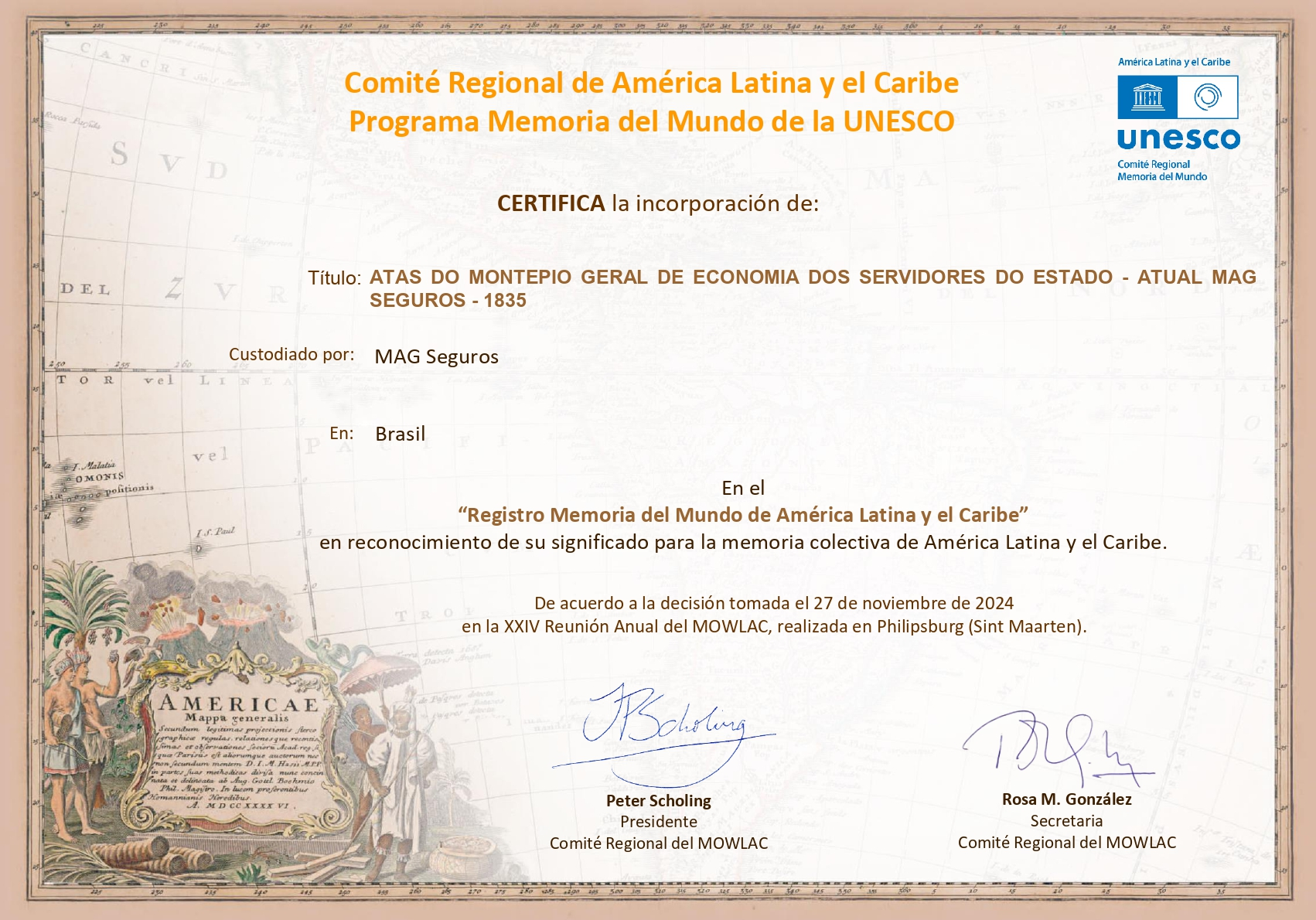
Certificado da MAG pelo Programa Memória do Mundo da UNESCO para a América Latina e o Caribe

Outro reconhecimento pela coleção de Atas veio em 2024, em reunião do Comitê Regional para a América Latina e o Caribe do Programa Memória do Mundo da UNESCO (MoWLAC). Foram analisadas as candidaturas de 14 países para o programa Memória do Mundo, e os documentos da atual MAG Seguros ganharam destaque.
Esse reconhecimento através do MoWLAC considera que a coleção da MAG tem importância para a preservação da história de toda uma região. São registros da memória coletiva de toda a sociedade da América Latina e Caribe.